# Nello Formisano
Nello Formisano, all'anagrafe Aniello Formisano (Torre del Greco, 10 giugno 1954), è un politico italiano.
Laureato in giurisprudenza, avvocato, già mandatario SIAE, già senatore dal 2001 al 2008 e deputato dal 2008 al 2018.

## Biografia
Esponente del Partito Comunista Italiano, in seguito al suo scioglimento con la svolta della Bolognina di Achille Occhetto nel 1991, aderisce alla nascita del post-comunista Partito Democratico della Sinistra (PDS), per poi confluire nel 1998 alla svolta di Massimo D'Alema dal PDS ai Democratici di Sinistra (DS), per unificare il PDS con altre forze della sinistra italiana.
Nel 1999 abbandona i DS per aderire a I Democratici (Dem) di Romano Prodi e Arturo Parisi.

### Elezione a senatore
Alle elezioni politiche del 2001 viene candidato al Senato della Repubblica nel collegio uninominale di Portici, sostenuto dalla coalizione di centro-sinistra L'Ulivo in quota La Margherita (lista elettorale centrista con Francesco Rutelli a capo, alla quale aderirono i Dem), dove viene eletto per la prima volta senatore con il 41,29% dei voti contro i candidati della Casa delle Libertà Salvatore Manfellotti (39,66%), di Rifondazione Comunista Salvatore Iacomino (8,66%), di Democrazia Europea Ferdinando Scognamiglio (4,21%), della Lista Di Pietro Luisa Papa (2,81%) e della Lista Pannella-Bonino Ciro Panariello (1,69%). Nella XIV legislatura della Repubblica è stato componente delle commissioni Affari Costituzionali, Lavori Pubblici, comunicazioni, Agricoltura e produzione agroalimentare e Igiene e Sanità, oltre a far parte della Commissione parlamentare per le questioni regionali, Comitato parlamentare per i procedimenti di accusa e del Consiglio di disciplina.
Nel 2002 Formisano aderisce alla Margherita di Rutelli che divenne un partito vero e proprio, raccogliendo il Partito Popolare Italiano di Pierluigi Castagnetti e Rinnovamento Italiano di Lamberto Dini.
Il 27 gennaio 2005 abbandona La Margherita per aderire all'Italia dei Valori (IdV) di Antonio Di Pietro, passando quindi al gruppo misto al Senato dove forma la componente dell'IdV.

### Capogruppo dell'IdV e del Misto al Senato
Alle elezioni politiche del 2006 viene ricandidato al Senato, dove, grazie ad un accordo intercorso tra l'IdV e L'Ulivo, viene inserito tra le liste dei DS nella circoscrizione Umbria in seconda posizione in quota IdV, venendo rieletto senatore.
Nella XV legislatura al Senato, assieme agli altri eletti dell'IdV, s'iscrive al gruppo misto costituendo la componente dell'IdV, inoltre, essendo la componente più numerosa diventa capogruppo del misto; è inoltre membro della Commissione Giustizia e della Giunta per il Regolamento.

### Elezione a deputato
Alle elezioni politiche del 2008 viene candidato alla Camera dei deputati, tra le liste dell'Italia dei Valori nella circoscrizione Campania 1 in seconda posizione, venendo eletto deputato nella XVI Legislatura.
Ad ottobre 2012 si inaspriscono forti polemiche all'interno dell'IdV sulla nuova linea politica del partito e sul ruolo del leader e presidente dell'IdV Antonio Di Pietro; a capo della dissidenza interna c'è il capogruppo alla Camera Massimo Donadi, che critica duramente Di Pietro per aver dato una linea politica al partito spostata verso il Movimento 5 Stelle di Beppe Grillo; Donadi critica inoltre una gestione troppo personalistica e padronale da parte del leader nella linea politica volta ad attacchi continui contro il Presidente della Repubblica Giorgio Napolitano, il Presidente del Consiglio Mario Monti e gli alleati del Partito Democratico, nonché nella gestione economica e finanziaria dei beni del partito.
L'8 novembre 2012 Formisano, insieme a Donadi, 4 consiglieri regionali della Campania e diversi dirigenti dell'IdV in Campania, abbandonano l'Italia dei Valori, passando così al gruppo misto, per fondare il movimento "Diritti e Libertà", presentato il 22 novembre.

### Rielezione alla Camera
Il 28 dicembre 2012 Diritti e Libertà confluisce poi in Centro Democratico, nuovo partito centrista fondato da Bruno Tabacci, al quale aderiscono pure Donadi e Formisano.
A tal proposito, alle elezioni politiche del 2013 è ricandidato alla Camera dei Deputati, sempre nella circoscrizione Campania 1, come capolista di Centro Democratico, venendo rieletto deputato della XVII Legislatura.
Dal 19 marzo 2013 è Capogruppo del Centro Democratico alla Camera dei deputati e Vicepresidente del Gruppo misto.
Formisano, però, circa due anni dopo tornerà sui suoi passi, dato che il 30 ottobre 2014 decide infatti di aderire nuovamente all'Italia dei Valori.
Il 30 novembre 2015 aderisce alla componente USEI del Gruppo misto.
In seguito alla decisione dell'Italia dei Valori di sostenere la ricandidatura di Luigi de Magistris a sindaco di Napoli, Formisano lascia l'Italia dei Valori e aderisce ai Moderati di Giacomo Portas.
Il 7 giugno 2016 costituisce con i deputati Marco di Lello e Raffaele di Gioia la componente del Gruppo misto Movimento PPA-Moderati. In seguito a ciò è nominato vicepresidente del Gruppo misto in rappresentanza della componente.
In seguito allo scioglimento della componente, rimane nel gruppo misto.
Il 9 febbraio 2017 aderisce al gruppo parlamentare Civici e Innovatori, ma il 28 febbraio lascia sia i Moderati che il gruppo Civici e Innovatori per aderire ad Articolo 1 - Movimento Democratico e Progressista di Pier Luigi Bersani, Massimo D'Alema e Roberto Speranza.
Dopo 17 anni trascorsi ininterrottamente in Parlamento, non si ricandida più alle elezioni politiche del 2018.

### Fuori dal Parlamento
In occasione delle elezioni comunali in Campania del 2018 si candida alla carica di sindaco di Torre del Greco, venendo sostenuto da Liberi e Uguali, i Moderati e due liste civiche "Cuore Torrese" e "Rinascita Torrese", che alla tornata elettorale raccoglie l'8,24% dei voti, non accedendo al ballottaggio ma venendo comunque eletto consigliere comunale.
Nel 2018 abbandona Articolo Uno e aderisce a Democrazia Solidale, diventandone il coordinatore di Napoli.